# Helena Hildegarda Machinia
Helena Hildegarda Machinia (ur. 18 sierpnia 1919 w Królewskiej Hucie, obecnie Chorzów, zm. 19 listopada 1991 w Chorzowie – urzędniczka, działaczka ruchu oporu, więźniarka obozów koncentracyjnych w Ravensbrück oraz Neuengamme.

## Życiorys
Córka powstańca śląskiego, po 1945 kierownika Urzędu Stanu Cywilnego w Chorzowie, Emanuela Machinia. Ukończyła szkołę powszechną i gimnazjum w Chorzowie. Mieszkała przy obecnej ul. Krzyżowej, działała w harcerstwie, pracowała w magistracie jako stenotypistka.
Pod koniec października 1939 aresztowana przez gestapo, bezpośrednio po aresztowaniu swego ojca. Gestapo żądało od niej listy powstańców śląskich z terenu Chorzowa, którą zniszczyła przed aresztowaniem. Po trzech tygodniach zwolniona z aresztu. Jej ojciec przetrzymywany był w więzieniu w Bytomiu, a następnie w maju 1940 zesłany do obozu koncentracyjnego w Dachau.
W grudniu 1939 wstąpiła do konspiracyjnej Polskiej Organizacji Partyzanckiej. Po roku aresztowana ponownie przez gestapo i osadzona na czas śledztwa w więzieniu w Chorzowie. Pod koniec kwietnia 1941 przewieziona do więzienia w Bytomiu, następnie do Wrocławia, Cottbus, Berlina, a potem do obozu koncentracyjnego w Ravensbrück (nr 6198). W lipcu 1944 przeniesiona do obozu koncentracyjnego w Neuengamme(nr 4445).
Pod koniec kwietnia 1945, wskutek starań Międzynarodowego Czerwonego Krzyża, przetransportowana do Flensburga, następnie do Szwecji. Powróciła stamtąd do Polski w listopadzie 1945.
W grudniu 1945 podjęła pracę jako sekretarka w Wytwórni Konstrukcji Stalowych w Chorzowie. Od czerwca 1964 pracowała w biurze przewodniczącego Wojewódzkiej Rady Narodowej w Katowicach.
Członek Polskiego Związku Byłych Więźniów Politycznych, PPS, PZPR, ZBOWiD.

## Odznaczenia
Odznaczona Śląskim Krzyżem Powstańczym, Medalem X lecia, Złotym i Srebrnym Krzyżem Zasługi.